# Sanyang Beach
Sanyang Beach ist ein Sandstrand im westafrikanischen Gambia.

## Geographie
Als Sanyang Beach wird der Strandabschnitt zum Atlantischen Ozean bei dem Ort Sanyang bezeichnet. Der Strandabschnitt, in der West Coast Region im Distrikt Kombo South, liegt südlich des Sanyang Point.